# マルク・ファン・ボメル
マルク・ファン・ボメル（Mark van Bommel, 1977年4月22日 - ）は、オランダ、マースブラフト出身の元サッカー選手。サッカー指導者。同国代表でもあった。現役時代のポジションはMF。現在はベルギー・ジュピラー・プロ・リーグのロイヤル・アントワープFCの監督を務めている。

## 選手経歴
1992年、後に義父となるベルト・ファン・マルワイクが監督を務めるフォルトゥナ・シッタートへ入団。翌シーズンには当時エールディヴィジ史上最年少の16歳と23日でデビューを果たして頭角を表すと、中盤の中心選手として出場機会を増やし、当時2部だったチームの1部昇格へ貢献。1999年にPSVへ移籍。リーグ優勝に貢献する活躍を見せるとともに、2000年10月7日のキプロス戦でオランダ代表デビューを果たした。
2000-01シーズンにはPSVのキャプテンとして攻守にわたって活躍し、リーグ連覇に貢献。一方で2002年の日韓W杯はオランダ代表が出場権を逃し、EURO2004では自身の故障で出場を辞退するなど不運に見舞われている。2004-05シーズンには自身最多となる14得点を挙げてリーグ優勝を果たすと共にUEFAチャンピオンズリーグではベスト4入りを果たした。
2005年7月1日、FCバルセロナへ移籍。しかし、シャビ、デコ、ラファエル・マルケスがおもに起用されたためレギュラーに定着には至らなかった。しかし、UEFAチャンピオンズリーグでは12年ぶりに決勝に進出。決勝のアーセナル戦ではスタメン出場を果たし、14年ぶりの優勝を経験した。

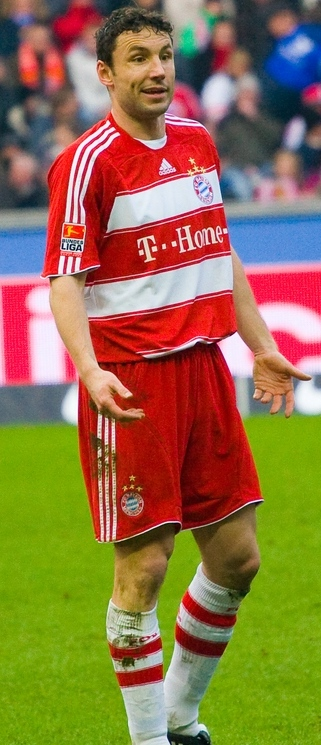
バイエルン・ミュンヘン時代（2009年）

2006-07シーズンはシーズン前のチームのアメリカ遠征にも参加したが、監督であるフランク・ライカールトに起用法を聞いたところ、「昨シーズンと同じくらいの出場時間かもしれないし、減るかもしれない」と言われた為、2006年8月27日にドイツのバイエルン・ミュンヘンに移籍。移籍金は770万ユーロ。9月23日の対アーヘン戦でブンデスリーガ初ゴールを決めると、30試合に出場し6ゴールを記録するなど期待に応える活躍を見せる。2008-09シーズンよりオリバー・カーンの引退により、ドイツ人以外ではチーム初となるキャプテンに就任した。
ドイツW杯以降は監督のマルコ・ファン・バステンとの確執から「今のスタッフが総退陣しない限り代表ではプレーしない」とオランダ代表からの招集を拒否していたが、EURO2008後に義父であるベルト・ファン・マルワイクが代表監督に就任したことで代表に復帰した。
2009年、資金難でリーグライセンス発行に苦心している古巣フォルトゥナ・シッタートのためにバイエルン・ミュンヘンとのチャリティーマッチを企画した。7500人の観客が来場し、売り上げが20万ユーロに達するなどイベントとしては成功したが、当のファン・ボメルは左太腿を負傷していたために出場できなかった。
2011年1月25日、ACミランへ移籍した。契約期間は5か月、また契約解除のため、移籍金は発生していない。ミランでは4-3-1-2の中盤の底を務め、堅実なプレーを披露してチームの7年ぶりの優勝に貢献した。シーズン終了後、契約を1年延長した。
2012年5月14日、2011-12シーズン限りでの退団を明言。古巣PSVへの7季ぶりの復帰が決定した。

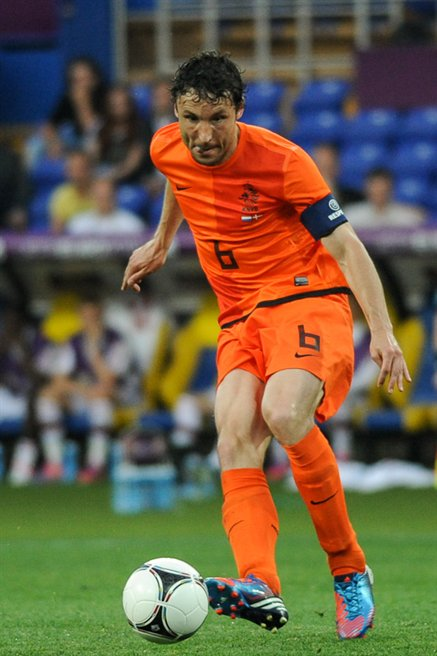
オランダ代表時代（2012年）

EURO2012ではまさかの3戦全敗に終わり、6月19日にオランダ代表を引退した
。
2013年5月12日のシーズン最終節FCトゥウェンテ戦では2枚目のイエローカードを受けて退場処分、試合後に引退を表明した。

## 指導者経歴
2018年6月22日、PSVアイントホーフェンの監督に就任した。
2019年12月16日、リーグ戦での低迷やUEFAヨーロッパリーグでのグループステージ敗退など成績不振に陥り、解任が決まった。
2021年6月2日、VfLヴォルフスブルクの監督に就任。しかし、開幕4連勝後は不振が続き、10月24日に解任された。
翌2022 - 23シーズンから、ベルギーリーグのロイヤル・アントワープFC監督に就任。初年度から好成績を収めプレーオフに進出し、チームを66年ぶりのリーグ優勝に導いた。

## 人物
- 妻は元オランダ代表監督ベルト・ファン・マルワイクの娘。
- 長男のトーマス、次男のルベンもプロサッカー選手[11]。

## 個人成績
| クラブ                   | シーズン | リーグ | リーグ | カップ | カップ | 国際大会 | 国際大会 | 通算 | 通算 |
| クラブ                   | シーズン | 出場   | 得点   | 出場   | 得点   | 出場     | 得点     | 出場 | 得点 |
| ------------------------ | -------- | ------ | ------ | ------ | ------ | -------- | -------- | ---- | ---- |
| フォルトゥナ・シッタート | 1992-93  | 1      | 0      |        | 0      | 0        | 0        | 1    | 0    |
| フォルトゥナ・シッタート | 1993-94  | 13     | 0      |        | 0      | 0        | 0        | 13   | 0    |
| フォルトゥナ・シッタート | 1994-95  | 31     | 7      |        | 1      | 0        | 0        | 31   | 8    |
| フォルトゥナ・シッタート | 1995-96  | 27     | 0      |        | 0      | 0        | 0        | 27   | 0    |
| フォルトゥナ・シッタート | 1996-97  | 19     | 0      |        | 0      | 0        | 0        | 19   | 0    |
| フォルトゥナ・シッタート | 1997-98  | 31     | 1      |        | 0      | 0        | 0        | 31   | 1    |
| フォルトゥナ・シッタート | 1998-99  | 31     | 5      |        | 2      | 4        | 0        | 35   | 7    |
| フォルトゥナ・シッタート | 通算     | 153    | 13     |        | 3      | 4        | 0        | 157  | 16   |
| PSV                      | 1999-00  | 33     | 6      |        | 0      | 4        | 0        | 37   | 6    |
| PSV                      | 2000-01  | 32     | 7      | 4      | 0      | 11       | 2        | 47   | 9    |
| PSV                      | 2001-02  | 23     | 4      | 3      | 0      | 7        | 2        | 33   | 6    |
| PSV                      | 2002-03  | 28     | 9      | 3      | 0      | 6        | 0        | 37   | 9    |
| PSV                      | 2003-04  | 23     | 6      | 1      | 0      | 8        | 1        | 32   | 7    |
| PSV                      | 2004-05  | 30     | 14     | 3      | 1      | 14       | 2        | 47   | 17   |
| PSV                      | 通算     | 169    | 46     | 14     | 1      | 50       | 7        | 233  | 54   |
| バルセロナ               | 2005-06  | 24     | 2      | 3      | 1      | 9        | 1        | 36   | 4    |
| バイエルン・ミュンヘン   | 2006-07  | 29     | 6      | 3      | 1      | 8        | 1        | 40   | 8    |
| バイエルン・ミュンヘン   | 2007-08  | 27     | 2      | 6      | 0      | 13       | 1        | 46   | 3    |
| バイエルン・ミュンヘン   | 2008–09  | 29     | 2      | 3      | 0      | 9        | 1        | 41   | 3    |
| バイエルン・ミュンヘン   | 2009-10  | 25     | 1      | 4      | 0      | 9        | 1        | 38   | 2    |
| バイエルン・ミュンヘン   | 2010-11  | 13     | 0      | 2      | 0      | 3        | 0        | 18   | 0    |
| バイエルン・ミュンヘン   | 通算     | 123    | 11     | 18     | 1      | 42       | 4        | 183  | 16   |
| ミラン                   | 2010-11  | 14     | 0      | 2      | 0      | 0        | 0        | 16   | 0    |
| ミラン                   | 2011-12  | 25     | 0      | 3      | 0      | 6        | 0        | 34   | 0    |
| ミラン                   | 通算     | 39     | 0      | 5      | 0      | 6        | 0        | 50   | 0    |
| PSV                      | 2012-13  | 28     | 6      | 3      | 1      | 3        | 1        | 34   | 8    |
| 総通算                   | 総通算   | 536    | 78     | 43     | 7      | 114      | 13       | 693  | 98   |

## 代表歴

### 出場大会
- オランダ代表
  - 2006 FIFAワールドカップ
  - 2010 FIFAワールドカップ

### 試合数
- 国際Aマッチ 79試合 10得点（2000年-2012年）[12]

| オランダ代表 | 国際Aマッチ | 国際Aマッチ |
| 年           | 出場        | 得点        |
| ------------ | ----------- | ----------- |
| 2000         | 3           | 0           |
| 2001         | 7           | 4           |
| 2002         | 5           | 0           |
| 2003         | 7           | 1           |
| 2004         | 8           | 2           |
| 2005         | 4           | 0           |
| 2006         | 6           | 0           |
| 2007         | 0           | 0           |
| 2008         | 6           | 1           |
| 2009         | 7           | 1           |
| 2010         | 14          | 1           |
| 2011         | 6           | 0           |
| 2012         | 6           | 0           |
| 通算         | 79          | 10          |

## 監督成績
2021年10月23日現在
| クラブ           | 国           | 就任          | 退任           | 記録 | 記録 | 記録 | 記録 | 記録 | 記録 | 記録 | 記録   |
| クラブ           | 国           | 就任          | 退任           | 試   | 勝   | 分   | 敗   | 得   | 失   | 差   | 勝率   |
| ---------------- | ------------ | ------------- | -------------- | ---- | ---- | ---- | ---- | ---- | ---- | ---- | ------ |
| PSV              | オランダの旗 | 2018年6月22日 | 2019年12月16日 | 75   | 44   | 15   | 16   | 175  | 83   | +92  | 058.67 |
| ヴォルフスブルク | ドイツの旗   | 2021年7月1日  | 2021年10月24日 | 13   | 4    | 3    | 6    | 11   | 18   | −7   | 030.77 |
| 合計             | 合計         | 合計          | 合計           | 88   | 48   | 18   | 22   | 186  | 101  | +85  | 054.55 |

## 獲得タイトル

### 選手時代
フォルトゥナ・シッタート

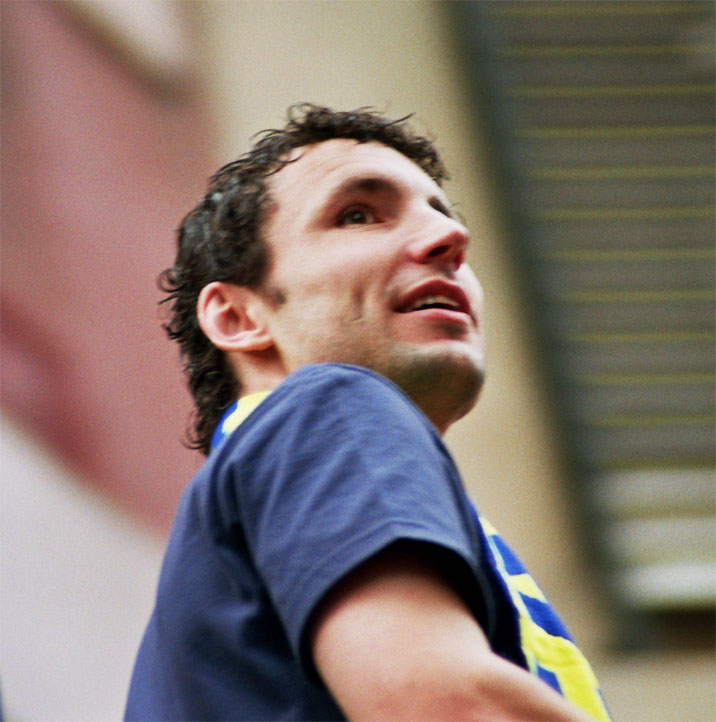
バルセロナ時代のファン・ボメル

- エールステ・ディヴィジ：1回（194-95）

PSVアイントホーフェン
- エールディヴィジ：4回（1999-2000、2000-01、2002-03、2004-05）
- KNVBカップ：1回（2004-05）
- ヨハン・クライフ・シャール：4回（2000、2001、2003、2012）

FCバルセロナ
- リーガ・エスパニョーラ：1回（2005-06）
- スーペルコパ・デ・エスパーニャ：2回（2005、2006）
- UEFAチャンピオンズリーグ：1回（2005-06）

FCバイエルン・ミュンヘン
- ブンデスリーガ：2回（2007-08、2009-10）
- DFBリーガポカール：1回（2007）
- DFBポカール：2回（2007-08、2009-10）

ACミラン
- セリエA：1回（2010-11）
- スーペルコッパ・イタリアーナ：1回（2011）

個人
- オランダ年間最優秀選手賞：2回（2000-01、2004-05）
- オランダ年間若手最優秀選手賞：1回（1998-99）
- 欧州年間ベストイレブン：1回（2004-05）

### 監督時代
ロイヤル・アントワープFC
- ジュピラー・プロ・リーグ（ベルギー・ファースト・ディビジョンA）：1回（2022-23）